# الکساندر ماتویف
الکساندر ماتویف (اوکراینی: Олександр Ігорович Матвєєв؛ زادهٔ ۱۱ فوریهٔ ۱۹۸۹) بازیکن فوتبال اهل اوکراین است.
از باشگاه‌هایی که در آن بازی کرده‌است می‌توان به باشگاه فوتبال ماریوپول و باشگاه فوتبال فورسکلا پولتاوا اشاره کرد.
وی همچنین در تیم ملی فوتبال زیر ۲۱ سال اوکراین بازی کرده‌است.